# Аледрам II (граф Лаона)
Аледрам (Алеран, Адалельм) II (фр. Aledramn (Aleran, Adalhelm) II de Laon; умер после 885) — граф Лаона (Лана), советник короля Людовика II Заики в 877 году.

## Биография

### Происхождение
Точное происхождение Аледрама в современных ему источниках не упоминается. Однако в одном из документов он назван дядей короля Эда. Кроме того, его имя, а также имя его сына Готье, указывает на то, что Аледрам находился в близком родстве с Робертинами и Удальрихенгерами (графами Орлеана).
Существует две гипотезы о его происхождении. По одной Аледрам был сыном графа в Вормсгау Роберта III и, соответственно, братом Роберта Сильного, отца короля Эда. Однако более распространённой сейчас является версия, по которой отцом Аледрама был граф Труа Аледрам (Алеран) I и Вильдрута, сестра Роберта Сильного.

### Правление
Аледрам впервые упомянут в 856 году как один из двух графов в области Лаона. Он был сторонником короля Западно-Франкского королевства Карла II Лысого, а после его смерти упомянут в качестве советника короля Людовика II Заики.

### Брак и дети
Имя жены Аледрама неизвестно. Кристиан Сеттипани предположил, что жена Аледрама могла быть дочерью графа Нибелунга IV, поскольку один из вероятных сыновей от этого брака носил имя Тьерри (Теодерик). Кроме того, ещё один вероятный сын, Аледрам III, получил графство Вексен, до этого находившееся под управлением Нибелунгидов. Дети:
- Готье (ум. 892), граф Лаона
- (?) Аледрам III, граф Вексена
- (?) Теодерик (Тьерри), граф
- (?) Теодрада, дама де Лаши; муж: с ок. 881 Эд (ок. 862—898), граф Парижа 882—888, граф Тура, Блуа и Анжера 886—888, маркиз Нейстрии 886—888, король Франции с 888;